# Trachelyopterus teaguei
Trachelyopterus teaguei és una espècie de peix de la família dels auqueniptèrids i de l'ordre dels siluriformes.

## Morfologia
Els mascles poden assolir els 19,6 cm de llargària total i els 157 g de pes.

## Distribució geogràfica
Es troba a Sud-amèrica: conca del riu Uruguai.